# Општина Амару (Бузау)
Амару (рум. Amaru) општина је у Румунији у округу Бузау.
Oпштина се налази на надморској висини од 75 m.